# Tour de France 2004/12. Etappe

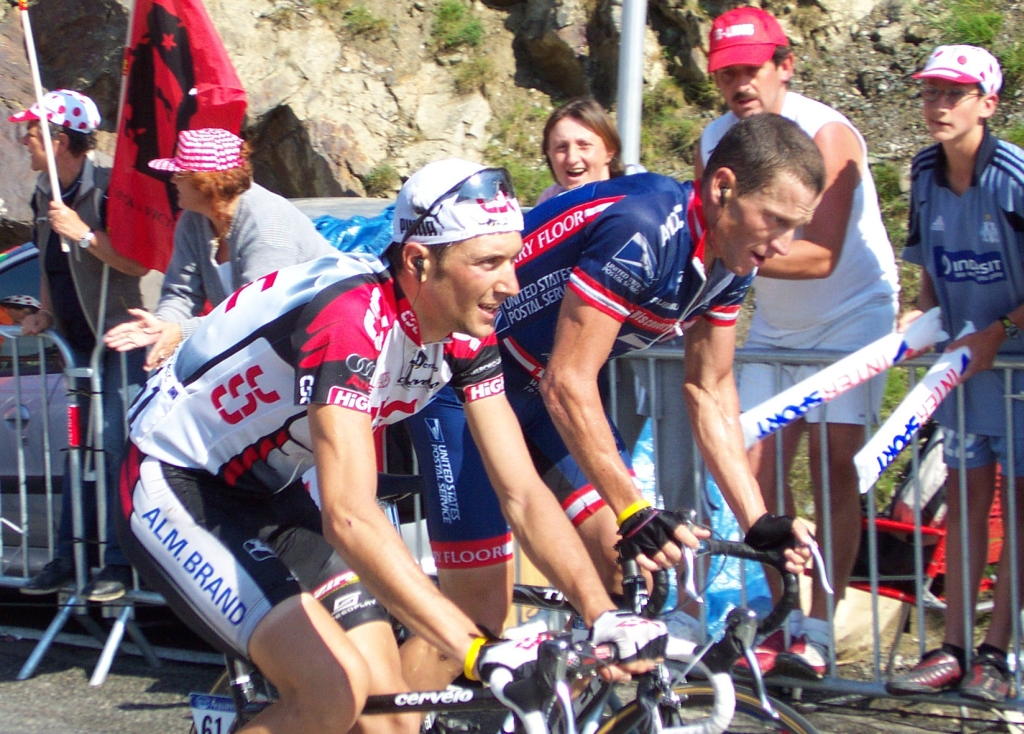
Ivan Basso (vorne) und Lance Armstrong ca. 500 Meter vor dem Ziel

Die zwölfte Etappe der Tour de France 2004 war die erste Pyrenäenetappe und führte von Castelsarrasin über den Col d’Aspin hinauf zur ersten Bergankunft in La Mongie am Tourmalet. Die beiden Berge waren jeweils Kategorie 1 und erwarteten die Fahrer ab Kilometer 155 der 198 Kilometer. Außerdem gab es zwei Zwischensprints auf der Etappe.
Gleich auf den ersten Kilometern kam es zu Attacken durch Finot und Ljungqvist. Kirchen und Vansevenant folgten. Sie konnten einen maximalen Vorsprung von 4:20 Minuten herausfahren. Es versuchten verschiedene Fahrer zur Spitzengruppe aufzufahren – darunter Jens Voigt und Thomas Voeckler – jedoch sollte ihnen das nicht gelingen.
Die Spitzengruppe konnte sich bis auf den Anstieg des Col d’Aspin halten. Dort holte sie das Feld ein. Auf dem Anstieg kam es dann zu einem Fluchtversuch von Simeoni, Moreau und Virenque, der jedoch gleich wieder vom Feld vereitelt worden ist. Kurz vor dem Gipfel griff Rasmussen mit Martínez an. Martínez wurde jedoch gleich schon wieder vom Feld geschluckt.
Während des Anstieges zum Tourmalet konnten Jan Ullrich und Tyler Hamilton nicht mehr mit ihren Helfern und Armstrong mithalten. Dagegen zeigten Andreas Klöden, Carlos Sastre und Francisco Mancebo eine gute Leistung. Ivan Basso konnte sich mit Lance Armstrong absetzen und gewann auch die Etappe.

## Zwischensprints

### Zwischensprint 1 inBeaumont-de-Lomagne(21,5 km)
| Erster  | Wim Vansevenant, 6 P. und 6 s |
| Zweiter | Kim Kirchen, 4 P. und 4 s     |
| Dritter | Frédéric Finot, 2 P. und 2 s  |

### Zwischensprint 2 inSarrancolin(153,5 km)
| Erster  | Kim Kirchen, 6 P. und 6 s       |
| Zweiter | Marcus Ljungqvist, 4 P. und 4 s |
| Dritter | Wim Vansevenant, 2 P. und 2 s   |

## Bergpreise

### Bergpreis 1
| Col d’Aspin, Kategorie 1 |                              |
| Erster                   | Michael Rasmussen, 15 Punkte |
| Zweiter                  | Christophe Moreau, 13 Punkte |
| Dritter                  | Richard Virenque, 11 Punkte  |
| Vierter                  | Georg Totschnig, 9 Punkte    |
| Fünfter                  | Floyd Landis, 8 Punkte       |
| Sechster                 | George Hincapie, 7 Punkte    |
| Siebter                  | José Luis Rubiera, 6 Punkte  |
| Achter                   | Lance Armstrong, 5 Punkte    |

### Bergpreis 2
| La Mongie, Kategorie 1 |                              |
| Erster                 | Ivan Basso, 30 Punkte        |
| Zweiter                | Lance Armstrong, 26 Punkte   |
| Dritter                | Andreas Klöden, 22 Punkte    |
| Vierter                | Francisco Mancebo, 18 Punkte |
| Fünfter                | Carlos Sastre, 16 Punkte     |
| Sechster               | Oscar Pereiro Sio, 14 Punkte |
| Siebter                | Denis Menchov, 12 Punkte     |
| Achter                 | Michele Scarponi, 10 Punkte  |